# Neo Ragazzi
Neo Ragazzi war eine Talkshow, die von September 2023 bis Mai 2025 auf ZDFneo ausgestrahlt wurde.

## Konzept
Die Sendung präsentierte sich in lockerer Atmosphäre und versuchte, sich vom gewohnten Genre der Talkshow abzuheben. Anstatt sich mit gesellschaftspolitischen Themen oder großen Debatten auseinanderzusetzen, setzte Neo Ragazzi auf Unterhaltungswert und persönliche Einblicke der jeweiligen Gäste, die aus verschiedenen Bereichen wie Popkultur, Sport, Musik, Internet, Politik und Schauspiel eingeladen wurden.
Aufgezeichnet wurde die Sendung im „Studio König“ der btf GmbH in Ehrenfeld, Köln.
Sowohl der Name der Sendung als auch die Titelmusik, die Einspieler der Gäste und die Abschlusssequenz waren im italienischen Stil gehalten. Jede Staffel beinhaltete eine Folge mit Überraschungsgästen, auf die sich die Moderatoren nicht vorbereiten konnten.

## Ablauf der Sendung
Die Sendung begann mit einer Begrüßung durch Sophie Passmann und Tommi Schmitt und einem kurzen Einblick in das, was die Zuschauer erwartete. Anschließend begaben sie sich ins Studio zu den Gästen, begrüßten sie und stellten sie kurz vor. Es gab einen Stapel mit vorbereiteten Fragen, die als Ausgangspunkt für Gesprächsrunden dienten. Während der etwa 45-minütigen Sendung wurden alle Gäste zu persönlichen Themen befragt, und es bestand auch die Möglichkeit für die anderen Gäste, Fragen an die jeweiligen Talkgäste zu stellen. Am Ende der Sendung verabschiedeten sich Passmann und Schmitt vom Tisch und begaben sich in ein neues Studioset. Vor einer Kulisse, die an Venedig erinnerte, setzten sie sich an einen Bistrotisch, ließen die Sendung kurz Revue passieren und verabschiedeten sich vom Zuschauer.

## Resonanz auf die Sendung
Christoph Giese von der Badischen Zeitung bezeichnete die Sendung als „billigen, inhaltsleeren Roche & Böhmermann-Abklatsch“. Die Einschaltquoten lagen deutlich unter dem Senderdurchschnitt.
Das ZDF stellte die Talkshow ein, weil die Einschaltquoten hinter den Erwartungen zurückblieben. Tommi Schmitt sagte zum Ende der Sendung, es habe zu wenig Zeit für die Gespräche gegeben: „Ich hatte immer mehr das Gefühl, weil ich auch aus der Podcast-Welt komme, ich hätte gern noch mehr Zeit mit den Leuten.“ Also habe er die Show „mit Freude“ beendet.

## Ausgaben
| Nr. (ges) | Nr. (St.) | Erstausstrahlung | Talkgäste                                                                                           |
| --------- | --------- | ---------------- | --------------------------------------------------------------------------------------------------- |
| Staffel 1 |           |                  | |
| 1         | 1         | 14. Sept. 2023   | Ski Aggu, Johannes B. Kerner, Mrs. Bella, Gülcan Kamps                                              |
| 2         | 2         | 21. Sept. 2023   | Benjamin von Stuckrad-Barre, Langston Uibel, Diana zur Löwen, Annette Frier                         |
| 3         | 3         | 28. Sept. 2023   | Dennis und Benni Wolter, Heiko und Roman Lochmann, Nina und Julia Meise                             |
| 4         | 4         | 05. Okt. 2023    | Alicia Awa, Atze Schröder, Frauke Ludowig, Wilson Gonzalez Ochsenknecht                             |
| 5         | 5         | 12. Okt. 2023    | Bosse, Dr. Emi Arpa, Uwe Baltner, Lola Weippert                                                     |
| 6         | 6         | 19. Okt. 2023    | Jacob Rott, Steffen Hallaschka, Eva Ries, Evelyn Burdecki                                           |
| 7         | 7         | 26. Okt. 2023    | Überraschungsgäste: René Adler, Lea Wagner, Christine Westermann, Twenty4tim, Claudia Obert         |
| 8         | 8         | 02. Nov. 2023    | Merlin Sandmeyer, Elena Carrière, Maren Kroymann, Jumbo Schreiner                                   |
| Staffel 2 |           |                  | |
| 9         | 1         | 25. April 2024   | Edin Hasanovic, Ilka Bessin, Ranga Yogeshwar, Überraschungsgast: Thomas Kinne                       |
| 10        | 2         | 02. Mai 2024     | Joko Winterscheidt, Parshad, Christoph Kramer                                                       |
| 11        | 3         | 16. Mai 2024     | Gundula Gause, Mark Forster, Tahsim Durgun                                                          |
| 12        | 4         | 23. Mai 2024     | Kai Pflaume, Veysel, Sandra Safiulov                                                                |
| 13        | 5         | 06. Juni 2024    | Laura Larsson, Ulrike von der Groeben, Bausa                                                        |
| 14        | 6         | 13. Juni 2024    | Überraschungsgäste: Natascha Ochsenknecht, Lorena Rae, Tim Raue, Felix Lobrecht, Maskottchen Jünter |
| Staffel 3 |           |                  | |
| 15        | 1         | 29. Aug. 2024    | Leo Neugebauer, Emilia Schüle, Torsten Sträter                                                      |
| 16        | 2         | 05. Sept. 2024   | Maximilian Mundt, Salwa Houmsi, Jan Ullrich                                                         |
| 17        | 3         | 12. Sept. 2024   | Fred Rabe, Toni Garrn, Olli Dittrich                                                                |
| 18        | 4         | 19. Sept. 2024   | Louis Klamroth, Cordula Stratmann, Celo & Abdi                                                      |
| 19        | 5         | 26. Sept. 2024   | Katja Burkard, Ross Antony, Jannis Niewöhner                                                        |
| 20        | 6         | 10. Okt. 2024    | Überraschungsgäste: Lucy Diakovska, DJ Ötzi, Bianca Heinicke, Bushido                               |
| Staffel 4 |           |                  | |
| 21        | 1         | 10. April 2025   | Jorge González, Vanessa Mai, Ikkimel                                                                |
| 22        | 2         | 17. April 2025   | Ralf Schmitz, Yvonne Catterfeld, Damian Hardung                                                     |
| 23        | 3         | 24. April 2025   | Claudia Roth, Filow, Laura Wontorra                                                                 |
| 24        | 4         | 08. Mai 2025     | HandOfBlood, Thelma Buabeng, Jan Köppen                                                             |
| 25        | 5         | 15. Mai 2025     | Tobi Krell, Thomas Anders, Maria Ziffy                                                              |
| 26        | 6         | 22. Mai 2025     | Überraschungsgäste: Andrea Kiewel, Jasmin Wagner, Guido Maria Kretschmer                            |